# Irina Wutsdorff
Irina Wutsdorff (* 1970) ist eine deutsche Slawistin.

## Leben
Nach dem Studium (1989–1996) der Slavistik, Neueren deutschen Literaturwissenschaft, Politologie und Osteuropäischen Geschichte an der FU Berlin und der Karlsuniversität Prag, der Promotion (1997–2002) bei Herta Schmid an der Universität Potsdam und der Habilitation 2016 in Tübingen ist sie seit 2020 Universitätsprofessorin für Slavistik an der WWU Münster.
Ihre Forschungsschwerpunkte sind slawische Literaturen und Kulturen in vergleichender Perspektive: Russistik und Bohemistik (18.–21. Jh.), Konzepte und Poetiken der Romantik, des Realismus, der Moderne, der Avantgarde und der Postmoderne, Literatur- und Kulturtheorie: Prager Strukturalismus, Kultursemiotik, Dialogizität bei Michail Bachtin; Poststrukturalismus und Dekonstruktion, Gender Studies, Kulturwissenschaftliche Ansätze, Transkulturalität, Raumtheorien und allgemeine und vergleichende Literaturwissenschaft: Literatur und andere Künste und Medien, Literatur und Philosophie, Literatur in interkulturellen Räumen.

## Schriften (Auswahl)
- Bachtin und der Prager Strukturalismus. Modelle poetischer Offenheit am Beispiel der tschechischen Avantgarde. Paderborn 2006, ISBN 3-7705-4182-0.
- mit Catrin Misselhorn, Schamma Schahadat und Sabine A. Döring (Hg.): Gut und schön? Die neue Moralismusdebatte am Beispiel Dostoevskijs. Paderborn 2014, ISBN 3-7705-5094-3.
- mit Christiane Schildknecht (Hg.): Präsenz und Text. Strategien des Transfers in Literatur und Philosophie. Paderborn 2016, ISBN 3-7705-6003-5.
- mit Manfred Weinberg und Štěpán Zbytovský (Hg.): Prager Moderne(n). Interkulturelle Perspektiven auf Raum, Identität und Literatur. Bielefeld 2018, ISBN 3-8376-4174-0.